# Delphi Indy 300 2003
Delphi Indy 300 2003 var ett race som var den fjortonde deltävlingen i IndyCar Series 2003. Racet kördes den 7 september på Chicagoland Speedway.

## Tävlingen
I en manisk målgång tog Sam Hornish Jr. hem sin andra seger för säsongen. Precis som i Hornish tidigare seger på Kentucky slutade Scott Dixon på andra plats, men den här gången efter att nästan ha tagit sig förbi Hornish på mållinjen, där han hade fått moment i slipstreaming bakom Hornish bil. Dixon dök ned och det blev tre bilar i bredd, där Bryan Herta låg på utsidan. Dixon slutade 0,0099 sekunder bakom Hornish, medan han tog sig förbi Herta med 0,0001 sekunder, det jämnaste avståndet mellan två förare i mål i motorsportens historia. Sammanlagt nio förare gick i mål inom en sekund. När dammet hade lagt sig så stod det klart att Dixon hade tjänat mängder av poäng mot Hélio Castroneves, Tony Kanaan och Gil de Ferran. Castroneves ledde alltjämt, med Dixon som tvåa före Kanaan och de Ferran. Hornish hade tagit sig upp relativt nära de andra och hade även han en realistisk möjlighet upprepa sina bedrifter från2001 och 2002, genom att bli mästare. Han hade två race kvar och behövde ta in en signifikativ poängsumma på ledande Castroneves.

## Slutresultat
| Plats | Förare            | Team                     | Grid | Kvaltid |
| ----- | ----------------- | ------------------------ | ---- | ------- |
| 1     | Sam Hornish Jr.   | Panther Racing           | 8    | 24,730  |
| 2     | Scott Dixon       | Chip Ganassi Racing      | 5    | 24,684  |
| 3     | Bryan Herta       | Andretti Green Racing    | 7    | 24,724  |
| 4     | Dan Wheldon       | Andretti Green Racing    | 10   | 24,754  |
| 5     | Tomas Scheckter   | Chip Ganassi Racing      | 2    | 24,529  |
| 6     | Tony Kanaan       | Andretti Green Racing    | 14   | 24,872  |
| 7     | Alex Barron       | Cheever Racing           | 13   | 24,816  |
| 8     | Roger Yasukawa    | Fernández Racing         | 18   | 24,970  |
| 9     | Tora Takagi       | Mo Nunn Racing           | 11   | 24,785  |
| 10    | Robbie Buhl       | Dreyer & Reinbold Racing | 6    | 24,700  |
| 11    | Scott Sharp       | Kelley Racing            | 20   | 25,038  |
| 12    | Gil de Ferran     | Marlboro Team Penske     | 12   | 24,803  |
| 13    | Ed Carpenter      | PDM Racing               | 16   | 24,897  |
| 14    | Richie Hearn      | Team Menard              | 1    | 24,520  |
| 15    | Felipe Giaffone   | Mo Nunn Racing           | 3    | 24,577  |
| 16    | Buddy Lazier      | Hemelgarn Racing         | 19   | 24,981  |
| 17    | A.J. Foyt IV      | A.J. Foyt Enterprises    | 21   | 25,142  |
| 18    | Sarah Fisher      | Dreyer & Reinbold Racing | 15   | 24,887  |
| 19    | Al Unser Jr.      | Marlboro Team Penske     | 17   | 24,902  |
| 20    | Hélio Castroneves | Marlboro Team Penske     | 9    | 24,750  |
| 21    | Kenny Bräck       | Team Rahal               | 4    | 24,644  |